# Classe Kara
Le sette navi definite, in codice NATO, classe Kara erano unità che i sovietici hanno costruito e considerato come grandi navi antisommergibili (BPK). Varate a Nikolajev tra il 1971 e il 1977, esse sono state uno sviluppo delle precedenti Kresta.
Le navi hanno avuto per la prima volta motori del tipo turbina a gas, missili SA-N 3 Goblet a medio raggio per la difesa aerea al posto dei precedenti SA-N 1 Goa, cannoni da 76 mm invece delle torrette da 57 mm (in entrambi i casi binate), CIWS AK-630 (4 in tutto), e un set di armi e sensori antisommergibili, che costituiscono il principale motivo d'essere della classe. Essi comprendono un sonar a bassa frequenza, un paio di elicotteri Kamov Ka-25 (poi sostituiti con i Kamov Ka-27), 8 missili ASW/AN SSN-14 'Silex'.

## Descrizione
Le unità della classe Kara furono sviluppate come unità della classe Kresta maggiorate. Di conseguenza alcune componenti dell'elettronica furono sviluppate e migliorate. Specialmente per quanto riguarda le comunicazioni radio le unità della classe Kara possono contare su impianti più avanzati. La propulsione è garantita da sei turbine a gas. Lo scafo è in acciaio, mentre le strutture sono state costruite in una lega d'alluminio. Tutte le unità furono costruite a Mykolaïv nell'odierna Ucraina. La produzione su larga scala di queste unità cessò però ben presto in favore delle più moderne unità della classe Slava.
Le unità della classe Kara furono principalmente concepite per contrastare unità subacquee. Per questo tutte le unità sono dotate di un sonar a prua e dispongono sia di lanciarazzi RBU-1000 che di lanciarazzi RBU-6000.

## Propulsione
La classe Kara fu dotata di un sistema di motori a turbina moderno per l'epoca basato su sei turbine, quattro delle quali per garantire la velocità di crociera in condizioni standard e due per incrementare le prestazioni quando necessario. Le quattro turbine principali del tipo GTU-12 A erogano ognuna 20.000 Cv, mentre le due turbine ausiliarie del tipo M-5 possono fornire una potenza di 8.000 Cv. L'autonomia si aggira intorno alle 7.000 miglia nautiche alla velocità di 18 nodi e non è superiore alle 3.000 miglia se la nave procede a velocità sostenuta, intorno ai 30 nodi.

## Navi
| Nome                     | Impostazione     | Varo              | Entrata in servizio | Flotta       | Stato   | Radiazione       | Note                                                                                    |  |
| ------------------------ | ---------------- | ----------------- | ------------------- | ------------ | ------- | ---------------- | --------------------------------------------------------------------------------------- |  |
| Nikolayev                | 25 giugno 1968   | 19 dicembre 1969  | 31 dicembre 1971    | del Mar Nero | Radiata | -                | Demolita in India nel 1994                                                              |  |
| Ochakov                  | 19 dicembre 1969 | 30 aprile 1971    | 4 novembre 1973     | del Mar nero | Radiata | 22 agosto 2011   | Autoaffondata il 6 marzo 2014 per bloccare la flotta ucraina durante la Crisi di Crimea |  |
| Kerch                    | 30 aprile 1971   | 21 luglio 1972    | 26 dicembre 1974    | del Mar Nero | Radiata |                  | Demolita nel 2020 ad Inkerman                                                           |  |
| Azov                     | 21 luglio 1972   | 14 settembre 1973 | 25 dicembre 1975    | del Mar nero | Radiata | 28 dicembre 1998 | Demolita ad Inkerman nel 1999-2000                                                      |  |
| Petropavlovsk            | 9 settembre 1973 | 22 novembre 1974  | 29 dicembre 1976    | del Pacifico | Radiata | -                | Venduta nel 1996 per essere demolita                                                    |  |
| Tashkent                 | 22 novembre 1974 | 5 novembre 1975   | 21 dicembre 1977    | del Pacifico | Radiata | -                | Venduta nel 1994 per essere demolita                                                    |  |
| Vladivostok (ex Tallinn) | 5 novembre 1975  | 5 novembre 1976   | 31 dicembre 1979    | del Mar Nero | Radiata | -                | Venduta nel 1994 per essere demolita                                                    |  |